# Duque de Alcántara (Stradivarius)

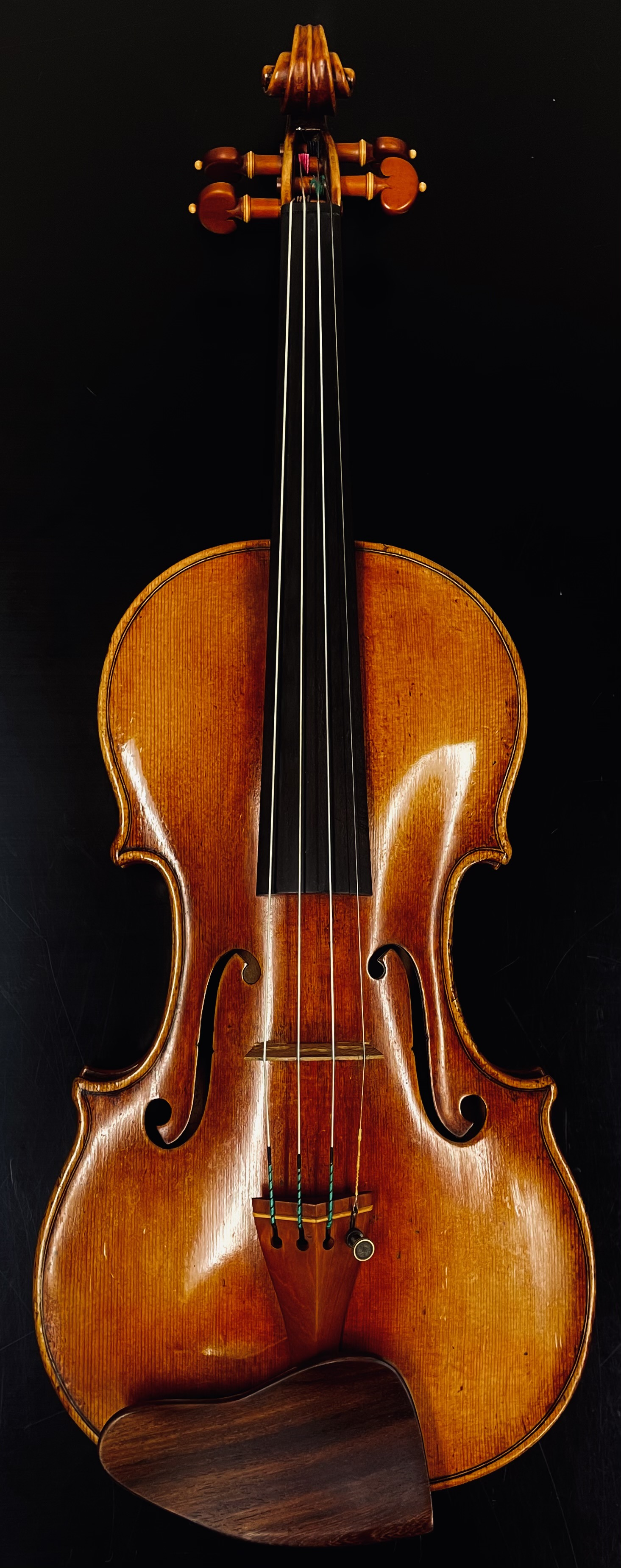
El Duque de Alcántara (1732).

El Duque de Alcántara es un violín fabricado por Antonio Stradivari de Cremona, Italia en 1732. En 1929 fue comprado por un coleccionista en los Estados Unidos y luego donado a la Universidad de California en Los Ángeles. Un estudiante de la universidad extravió el violín en 1967 y el instrumento desapareció durante 27 años. Reapareció cuando lo llevaron a reparar y en 1995 la UCLA demandó con éxito por la propiedad.

## Propiedad

### Historia temprana
Cuenta la leyenda que el instrumento lleva el nombre de un noble español del siglo XVIII al que se hacía referencia simplemente como el «Duque de Alcántara». Supuestamente, el instrumento también fue propiedad de Napoleón Bonaparte a principios del siglo XIX. El violín fue propiedad de Albert Caressa a finales del siglo XIX. Lo vendió en su tienda de París a un coleccionista, Erich Lachmann de Berlín. En 1925, Lachmann vendió el instrumento al Dr. Steiner-Schweitzer, un coleccionista de Suiza. En 1929, Rudolph Wurlitzer compró el Stradivarius en Nueva York y luego lo transfirió a una de sus propiedades en Cincinnati. En 1945, el violín fue vendido a Iliá Schkolnik, el recién nombrado concertino de la Orquesta Sinfónica de Baltimore. A fines de la década de 1950, se mudó a Los Ángeles y el instrumento se vendió al petrolero Milton Vedder. Murió poco después y su esposa, Genevieve Vedder, lo donó en 1961 al Departamento de Música de la Universidad de California en Los Ángeles (ahora la Escuela de Música Herb Alpert de UCLA). El profesor de violín y musicología Marrocco Thomas actuó con el Stradivarius hasta 1967.

### Hurto
A mediados de 1967, se prestó el instrumento a David Margetts, estudiante de posgrado y segundo violinista del Feri Roth String Quartet de la UCLA. Se guardó en un estuche doble con un violín de los años 50 de Ansaldo Poggi y arcos de François Tourte y Markus Fischer. En la noche del 2 de agosto de 1967, el Stradivarius desapareció mientras Margetts estaba comprando comestibles en Pasadena después de un ensayo en Hollywood. Margetts ha declarado que no sabía si colocó el estuche del instrumento encima de su automóvil y se fue, o si se lo robaron del interior de su vehículo. Margetts envió avisos a las casas de empeño y a la policía, pero no recibió información sobre el paradero del violín. Nadia Tupica, propietaria de una tienda de música local y profesora de español jubilada, afirmó haber descubierto el Stradivarius en un estuche doble al costado de una rampa de acceso a una autopista ese mismo mes. Tupica recordó que se detuvo en el camino para recoger lo que pensó que era un bebé abandonado, que resultó ser un estuche de violín. Tupica murió en 1978, y la caja doble con el Stradivarius pasó a manos de su sobrino Jefferson Demarco. Como parte del caso de acuerdo de divorcio de Demarco a fines de 1993, el violín fue otorgado a su exesposa, Teresa Salvato, una violinista aficionada que vivía en Riverside.
Poco después de tomar posesión del violín en enero de 1994, Salvato le prestó el Stradivarius a su maestro Michael Sand, quien se lo llevó a Joseph Grubaugh en Petaluma para su mantenimiento. Grubaugh buscó el violín en un catálogo de la Federación Estadounidense de Fabricantes de Violines y Arcos y descubrió que era un Stradivarius real y estaba marcado como robado de UCLA. Grubaugh llamó inmediatamente a la UCLA. Después de que se completaron las reparaciones del instrumento, Grubaugh le devolvió el instrumento a Sand, quien luego se lo devolvió a Salvato, pero las discusiones entre los abogados contratados por UCLA y Salvato comenzaron de inmediato. Después de meses de ignorar llamadas, los policías del campus aparecieron en la casa de Salvato en mayo de 1994 y amenazaron con arrestarla. Para evitar el arresto o renunciar al violín, Salvato permaneció recluida en su casa durante meses y una vez se alojó en un hotel. El 14 de octubre, los abogados de UCLA lograron una orden judicial para obligar a Salvato a revelar la ubicación del violín, pero en cambio se decidió que entregaría el instrumento al Museo Fowler de UCLA, donde permanecería sin tocar hasta que el Tribunal Superior del Condado de Los Ángeles decidiera quién es el propietario. Unos días después, el 17 de octubre, el violín fue autenticado y enviado al museo.

### Recuperación
Más de un año después, el 1 de diciembre de 1995, se determinó en el tribunal que el Stradivarius junto con el Poggi y los arcos perdidos serían devueltos a UCLA y Salvato recibiría un pago de US$ 11 500. Más tarde, en el mismo mes, Alexander Treger, concertino de la Orquesta Filarmónica de Los Ángeles y también profesor de la UCLA, interpretó el violín en un recital privado en la residencia del canciller de la UCLA. En el momento del acuerdo, se estimó que el Duque de Alcántara tenía un valor de al menos US$ 800 000.
El Duque de Alcántara generalmente permanece en una bóveda en la UCLA. Desde principios del siglo XXI, los ganadores del Concurso de Conciertos All Star de la Filarmónica de UCLA y el Concurso de Conciertos para Cuerdas de Atwater Kent tienen la oportunidad de tocar el violín. Como resultado de los recortes presupuestarios, los funcionarios de la universidad en 2006 consideraron vender el violín, pero los defensores lograron evitar que eso ocurriera. En 2020, UCLA recibió un segundo violín Stradivarius que llegará en 2025.

## Instrumento
Stradivarius elaboró el Duque de Alcántara alrededor de los 88 años. Los expertos dicen que el violín está construido de manera más torpe que algunas de sus obras anteriores en términos de barniz y corte de los agujeros en forma de F y se especula que los hijos de Stradivarius pueden haberlo ayudado a crear partes de él. Sin embargo, el instrumento fue valorado en alrededor de US$2 000 000 en 2014 (equivalente a US$2 290 000 en 2021).
Aunque se sabe mediante registros que el instrumento fue fabricado en 1732, la etiqueta interior data de 1727, por lo que existe cierta especulación sobre si el violín podría ser un compuesto o si alguien intentó manipular la etiqueta original del violín para incrementar su precio.